# Ernesto Augusto I di Hannover
Ernesto Augusto I di Hannover (Londra, 5 giugno 1771 – Hannover, 18 novembre 1851) è stato re di Hannover e duca di Cumberland.
Figlio quintogenito di Giorgio III del Regno Unito, inizialmente venne avviato alla carriera militare in Hannover, ove trascorse gran parte della sua giovinezza, combattendo nelle file hannoveriane durante le guerre della Rivoluzione francese in Vallonia, dove subì una grave ferita al volto, che spesso è visibile in alcuni suoi ritratti. Nel 1799 venne creato duca di Cumberland e Teviotdale e conte di Armagh. Malgrado il matrimonio da lui contratto nel 1815 con la due volte vedova Federica di Meclemburgo-Strelitz avesse incontrato la disapprovazione della madre, la regina Carlotta, la relazione fu felice. 
Il figlio maggiore del re, Giorgio, principe di Galles (poi re Giorgio IV) aveva una sola figlia, la principessa Carlotta del Galles, destinata a succedergli sul trono, ma questa morì nel 1817, il che diede a Ernesto qualche prospettiva di successione. Tuttavia suo fratello maggiore, Edoardo Augusto, ebbe la futura erede al trono, Vittoria, nel 1819, pochi giorni prima della nascita dell'unico figlio di Ernesto, Giorgio V.
Nella politica inglese, Ernesto si dimostrò particolarmente attivo presso la Camera dei lord, mantenendo un registro estremamente conservatore. Osteggiato da più parti, venne attaccato anche personalmente, asserendo che aveva ucciso il suo valletto e che aveva avuto un figlio da sua sorella, la principessa Sofia. Addirittura si giunse a dire che prima che la regina Vittoria ascendesse al trono, Ernesto aveva complottato per farla uccidere. Quando re Guglielmo IV morì il 20 giugno 1837, a ogni modo, i pettegolezzi su Ernesto si placarono definitivamente ed egli poté ascendere al trono del Regno di Hannover. Ciò poiché nello stato tedesco vigeva la Legge salica che impediva alle donne di succedere al trono, a differenza di quanto accadeva in Inghilterra: la regina Vittoria fu quindi costretta a cedere l'Hannover a Ernesto pur di garantire il possedimento inglese in Europa. Durante i quattordici anni del suo regno, Ernesto condusse degnamente il suo dominio, anche se portò a controversie il licenziamento dei Sette di Gottinga (tra cui i fratelli Grimm) per le loro posizioni formalmente contrarie alla sua politica.

## Biografia

### I primi anni

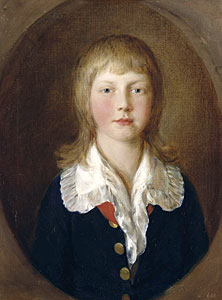
Il giovane Ernesto Augusto in un ritratto del 1782, opera di Thomas Gainsborough

Ernesto Augusto, quinto figlio di Giorgio III e della regina Carlotta, nacque a Buckingham House, oggi parte di Buckingham Palace, il 5 giugno 1771. Dopo aver lasciato la propria balia, visse con i fratelli minori Adolfo (poi duca di Cambridge) e Augusto (poi duca di Sussex) e un tutore in una casa presso Kew Gardens, vicino alla residenza dei suoi genitori a Kew Palace All'età di quindici anni, assieme ai fratelli minori, venne inviato per compiere i propri studi all'Università di Gottinga, situata all'epoca nei domini paterni dell'Hannover. Sebbene Giorgio III non abbia mai lasciato il Regno Unito per tutta la sua vita, si servì di frequente di questi suoi figli per compiere frequenti visite in Germania. Secondo lo storico John Van der Kiste, questo venne fatto in particolar modo per limitare l'influenza del fratello maggiore di Ernesto, Giorgio, principe di Galles, che aveva uno stile di vita stravagante che poco si addiceva all'impostazione conferita alla corte inglese da Giorgio III. Il principe Ernesto diede prova di essere un ottimo studente, dopo aver studiato privatamente con un tutore per un anno, imparando così il tedesco e prendendo parte alle letture presso l'Università.

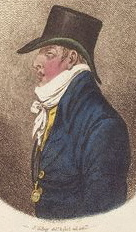
Schizzo a colori di Ernesto ad opera di James Gillray, 1799

Nel 1790 Ernesto chiese al padre il permesso di entrare a far parte dell'Esercito prussiano (all'epoca il migliore in Europa) per meglio apprendere l'arte della guerra. Il permesso venne negato, ma nel gennaio del 1791 Ernesto e il principe Adolfo vennero inviati ad Hannover per ricevere un'adeguata formazione militare sotto la guida del feldmaresciallo Wilhelm von Freytag. Prima di lasciare Gottinga, Ernesto scrisse di proprio pugno una lettera formale per ringraziare l'università, premurandosi di scrivere a suo padre: «Sarei stato uno degli uomini più ingrati se non avessi lasciato un mio pensiero a Gottinga e ai suoi professori.»
Ernesto apprese così l'arte della cavalleria e nuove tattiche militari sotto la guida del capitano von Linsingen dei Queen's Light Dragoons, dando prova di essere un eccellente cavallerizzo nonché ottimo tiratore. Dopo due mesi di allenamento, von Freytag si dimostrò così impressionato dai progressi del principe da concedergli il titolo di capitano di cavalleria. Il padre aveva predisposto per lui una formazione essenzialmente nella fanteria ma, anch'egli impressionato dai risultato conseguiti dal giovane principe, gli permise di rimanere nell'arma della cavalleria.
Nel marzo 1792 Giorgio III nominò il principe Ernesto Augusto colonnello del reggimento 9th Hanoverian Light Dragoons. Il principe prestò così servizio nei Paesi Bassi durante la guerra della prima coalizione, sotto il comando di suo fratello Federico, duca di York, poi comandante delle forze combinate inglesi, hannoveriane e austriache. Ernesto prese parte ad azioni belliche presso il villaggio vallone di Tournai nell'agosto del 1793, ricevendo in quell'occasione una tremenda sciabolata in volto, che gli lasciò per sempre una cicatrice all'occhio sinistro, del quale perse definitivamente le funzioni l'anno successivo. Durante la battaglia di Tourcoing, nella Francia settentrionale, il 18 maggio 1794 il suo braccio sinistro venne ferito da una palla di cannone passatagli nelle vicinanze. Nel giugno di quell'anno venne inviato in Gran Bretagna convalescente, ritornandovi dopo l'ultima sua visita ai genitori nel 1786.
Ernesto riprese i suoi compiti all'inizio di novembre di quello stesso 1794, promosso ora al grado di maggiore generale. Egli era speranzoso che il suo nuovo grado gli avrebbe garantito il comando di un corpo d'armata o di una brigata, ma trovò invece un campo di battaglia desolato, con le forze alleate in procinto di ritirarsi lentamente verso i Paesi Bassi per poi ripiegare in Germania. Nel febbraio del 1795 gli eserciti combinati raggiunsero l'Hannover. Ernesto rimase ad Hannover sino all'anno successivo, ricoprendo incarichi secondari. Fece richiesta nel contempo di fare ritorno in patria per tentare dei trattamenti per il suo occhio, ma fu solo nel 1796 che ottenne il permesso dal re di tornare in Gran Bretagna. A Londra il principe Ernesto consultò il celebre ottico Jonathan Wathen-Waller, ma da quanto riferitoci dallo stesso Waller le condizioni dell'occhio del principe apparivano irrecuperabili e si rifiutò pertanto di trattarlo ulteriormente per non aggravare la situazione. Ernesto a questo punto sperava di riprendere il suo servizio sul continente, persino gestendo personalmente una Yeomanry, ma sia il re che il duca di York si rifiutarono di accondiscendere alla sua richiesta, tanto più che le forze dell'Hannover non apparivano più coinvolte in alcun conflitto attivo. Inoltre von Freytag era seriamente malato, ed Ernesto non era per nulla felice di servire sotto il suo successore, il generale von Wallmoden-Gimborn.

### Duca di Cumberland (1799–1837)

#### Comandante militare

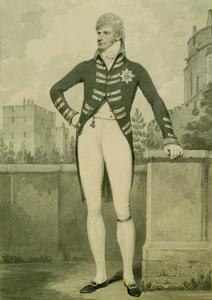
Disegno rappresentante Ernesto, duca di Cumberland, nel 1802 ad opera di Henry Edridge, il quale nel ritratto ha omesso di riportare la celebre cicatrice del principe.

Il 23 aprile 1799, Giorgio III creò il principe Ernesto Augusto Duca di Cumberland e Teviotdale e Conte di Armagh. Oltre a questi onori, Ernesto venne nominato tenente generale delle forze inglesi e hannoveriane, rimanendo però in Inghilterra ad occupare il suo seggio alla Camera dei Lord e dedicandosi essenzialmente alla politica. Ernesto aveva delle visioni politiche estremamente Tory, e ben presto divenne il leader dell'estrema destra. Re Giorgio aveva per qualche tempo temuto che anche Ernesto, come molti dei suoi fratelli maggiori, avesse delle tendenze Whig, ma la sua posizione politica lo tranquillizzò in questo senso e nel 1801 il re ed Ernesto condussero i negoziati che portarono alla formazione del governo Addington. Nel febbraio del 1802, re Giorgio garantì a suo figlio il titolo di colonnello del 27th Light Dragoons, incarico che offriva l'opzione di trasferirsi al comando del 15th Light Dragoons ove era presente una vacanza di incarico e tale posto occupò il duca dal marzo del 1802. Anche se l'incarico era considerato una sinecura, Ernesto decise di intervenire personalmente nella conduzione del reggimento e nelle sue manovre.
All'inizio del 1803, il duca di York nominò Ernesto comandante del Distretto di Severn, incaricato della gestione delle forze militari attorno all'Estuario del Severn. Quando scoppiò la guerra con la Francia dopo la Pace di Amiens, il duca più anziano nominò Ernesto al più importante Distretto del Sudest, comprendente contee come l'Hampshire, il Dorset e il Wiltshire. Anche se Ernesto avrebbe preferito il comando della King's German Legion, composto in gran parte da espatriati dell'Hannover occupato dai francesi, accettò diligentemente l'incarico. Il duca di Cumberland incrementò le difese della costa sud orientale, specialmente attorno alla città di Weymouth, dove suo padre era solito trascorrere le estati.

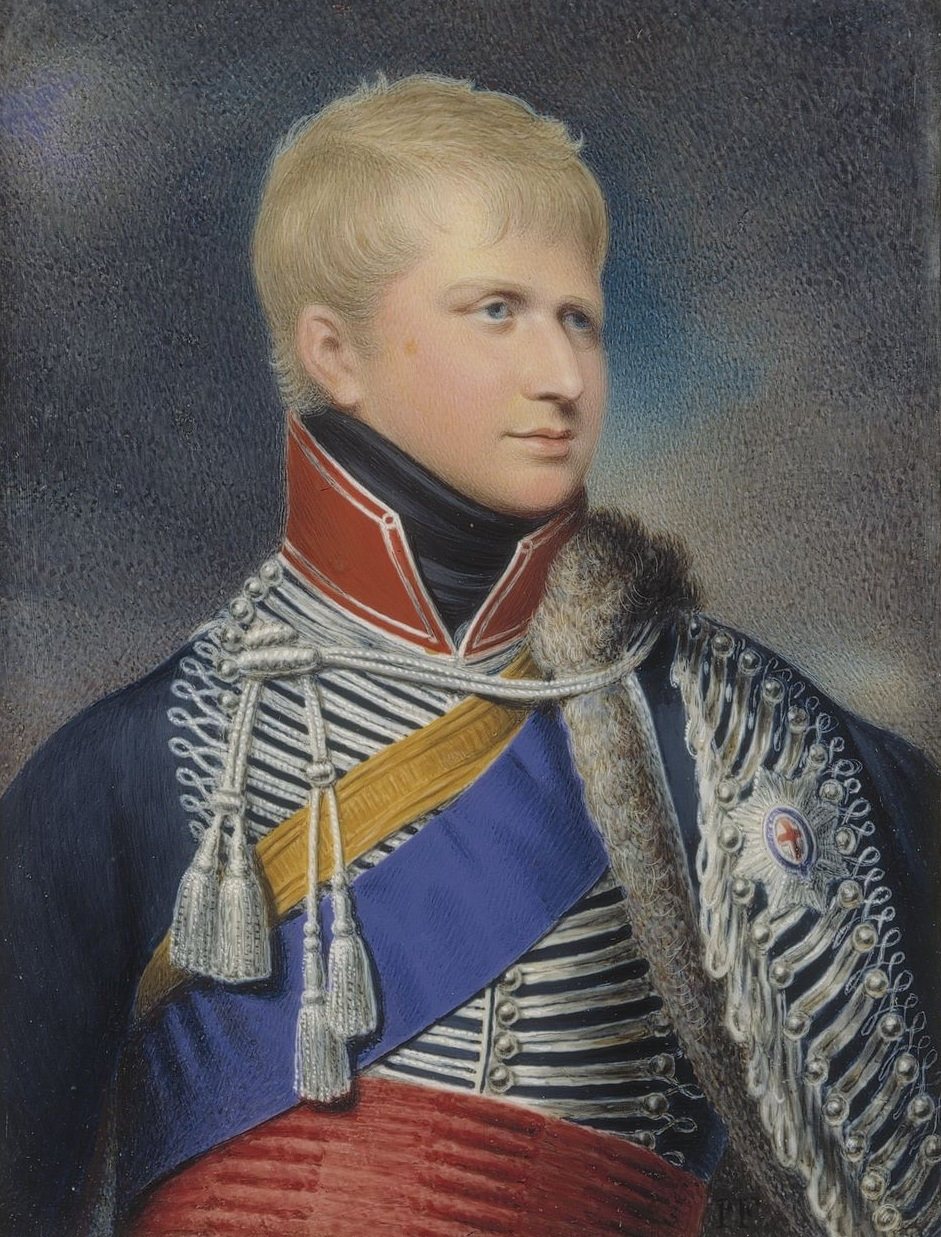
Ernesto Augusto in una miniatura del 1823 basata su un ritratto del 1802 ad opera di William Beechey.

L'Act of Union del 1800 aveva concesso anche all'Irlanda una propria rappresentanza in parlamento, ma le leggi vigenti precludevano ai cattolici irlandesi di divenire rappresentanti del governo per via della loro religione. L'"Emancipazione dei cattolici" fu pertanto una delle maggiori riforme dell'inizio dell'Ottocento in Inghilterra. Il duca di Cumberland fu uno strenuo oppositore nel concedere i diritti politici ai cattolici, credendo che questa emancipazione fosse una violazione del giuramento fatto dal re al momento della sua incoronazione, ovvero di promuovere il solo anglicanesimo come religione di Stato, e tenne diversi discorsi alla Camera dei lord contro questo provvedimento. Le organizzazioni protestanti irlandesi supportarono in questo il duca; egli venne eletto cancelliere dell'Università di Dublino nel 1805 e Gran Maestro della Loggia d'Orange due anni dopo
Il duca ripetutamente cercò in questi anni un incarico nelle forze alleate per contrastare i francesi, ma venne inviato sul continente solo come osservatore. Nel 1807 chiese con forza che truppe inglesi venissero inviate al fianco dei prussiani e degli svedesi alla città di Stralsund, assediata dai francesi. Il governo Greville si rifiutò ad ogni modo di inviare queste forze. Poco dopo il governo cadde e il nuovo primo ministro, il duca di Portland, fu concorde con Ernesto nell'inviare 20.000 uomini. Ad ogni modo, il contingente arrivò troppo tardi: i francesi avevano sconfitto Prussia e Svezia nella battaglia di Stralsund prima ancora che Ernesto e le sue forze potessero raggiungere la città.

#### L'incidente di Sellis e la controversia Weymouth
Nelle prime ore del mattino del 31 maggio 1810, Ernesto, secondo un suo personale resoconto scritto, venne colpito diverse volte alla testa mentre si trovava a letto a dormire: svegliandosi corse alla porta, ma venne nuovamente colpito nel buio a una gamba da una sciabolata. Sentendo chiamare aiuto, uno dei suoi valletti, Cornelius Neale, corse subito da lui. Neale diede l'allarme e ben presto tutta la servitù si rese conto che all'appello mancava l'altro valletto di Ernesto, Joseph Sellis, e che la porta della sua stanza era chiusa a chiave. La serratura venne forzata, e Sellis venne scoperto con la gola tagliata da poco, una ferita apparentemente autoinflitta. Ernesto si riprese dalle ferite subite nel giro di un mese. Il riformatore sociale ed antimonarchico Francis Place riuscì ad essere inserito nella giuria dell'inchiesta, insistendo che il processo fosse posto a conoscenza della stampa e aperto al pubblico, ritenendo che fosse stato il duca a commettere un omicidio nei confronti del proprio valletto. Ad ogni modo la giuria sentenziò che per Sellis dovesse trattarsi di suicidio e il caso venne chiuso.

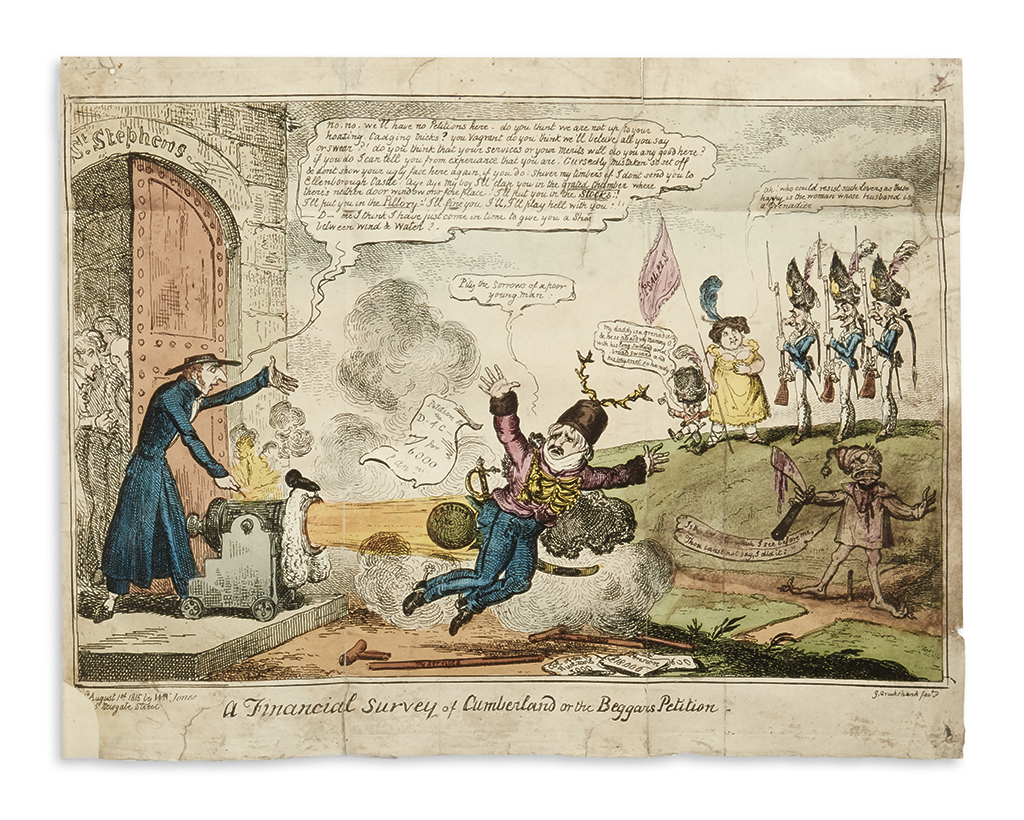
Una vignetta satirica di George Cruikshank che ironizza sulla sconfitta di Ernesto nel 1815. La parte in marrone in basso a destra riporta l'immagine coperta del fantasma di Sellis (visibile se allargata), che suggerirebbe il coinvolgimento del duca nella morte del suo valletto. (Cruikshank censurò personalmente molte copie della sua vignetta come in questo caso per paura che essa potesse essere strumentalizzata).

Gran parte del pubblico inglese accusò Ernesto della morte di Sellis. Molti giornali whig, pamphleteers antirealisti e caricaturisti in genere, offrirono le più variegate rappresentazioni della spiegazione della misteriosa morte di Sellis, nella quale il duca sembrava coinvolto sempre più. Iniziarono così a circolare storie che vedevano il duca innamorato del giovane Sellis e che di fronte all'ennesimo rifiuto di questi, il principe lo avrebbe ucciso, o ancora che il valletto avrebbe colto sul fatto il duca e la moglie di Sellis a letto insieme e che nella colluttazione scoppiata ne sarebbe uscito ucciso Sia Roger Fulford che John Van der Kiste, che si sono dedicati alle biografie dei figli di Giorgio III, sottolineano come il duca a differenza dei suoi fratelli non fosse un donnaiolo in pubblico e pertanto la morbosità del pubblico inglese avrebbe colto ogni occasione per trovargli i peggiori vizi in casa sua.
All'inizio del 1813, Ernesto venne coinvolto in uno scandalo politico durante un'elezione nella costituente di Weymouth dopo le elezioni generali dell'anno precedente. Il duca era stato indicato come uno dei possibili candidati a rappresentare Weymouth in parlamento. Poiché era considerato improprio per un pari d'Inghilterra interferire nelle elezioni della Camera dei Comuni, vi fu una considerevole controversia, e il governo inviò Ernesto in Europa come osservatore di una compagnia di truppe hannoveriane, coinvolte nelle guerre contro la Francia. Anche se non prese parte ad alcun combattimento, Ernesto fu presente alla Battaglia di Lipsia, una delle principali vittorie degli alleati.

#### Il matrimonio
Ernesto a metà del 1813 incontrò e si innamorò della sua prima cugina, la duchessa Federica di Meclemburgo-Strelitz, moglie del principe Federico Guglielmo di Solms-Braunfels e già vedova del principe Luigi di Prussia. I due, innamorati segretamente, si accordarono per sposarsi qualora Federica fosse stata libera nuovamente di sposarsi. Il suo matrimonio con Federico Guglielmo non era certo dei più felici e i due erano già sulla via del divorzio quando l'improvvisa morte del principe nel 1814 rimosse questa necessità. Alcuni considerarono questa morte troppo conveniente e accusarono la principessa di aver avvelenato il marito.. La regina Carlotta si oppose al matrimonio: prima che la principessa sposasse Federico Guglielmo, ella era già in relazione segreta con il duca di Cambridge, fratello maggiore di Ernesto, ma la relazione era stata poi interrotta per forza di cose.
Dopo il matrimonio tra Federica ed Ernesto, celebrato in Germania il 29 maggio 1815, la regina Carlotta si rifiutò categoricamente di ricevere la nuora, né volle presenziare alla cerimonia solenne del matrimonio dei duchi di Cumberland a Kew, alla quale presenziarono invece i quattro fratelli maggiori di Ernesto. Il principe di Galles (ora principe reggente) trovava la presenza del duca di Cumberland in Inghilterra a dir poco imbarazzante, e gli offrì dei soldi e il governatorato dell'Hannover per lasciare al più presto la corte inglese. Ernesto si rifiutò e divise il proprio tempo con la moglie tra Kew e St. James's Palace per i successivi tre anni. La regina rimase ostinata nel suo rifiuto di ricevere Federica. Malgrado i problemi famigliari, i duchi di Cumberland ebbero una felice vita matrimoniale. Il governo di Lord Liverpool chiese al parlamento di incrementare lo stipendio mensile del duca a 6.000 sterline annue (corrispondenti circa a 376.000 sterline attuali) perché potesse coprire le spese del suo matrimonio.
Al tempo del matrimonio del duca nel 1815, Ernesto era perlopiù estraneo al mondo inglese. La principessa Carlotta del Galles, unica figlia del principe reggente, era anche l'unica nipote legittima del re. Dalla giovane principessa inglese ci si aspettava che avrebbe dato alla luce dei figli abili alla successione al trono britannico, specialmente dopo il suo matrimonio con il principe Leopoldo di Sassonia-Coburgo-Saalfeld nel 1816. Sia il principe reggente che il duca di York erano sposati ma si erano allontanati progressivamente dalle loro mogli, mentre gli altri due fratelli, il duca di Clarence e quello di Kent, erano ancora celibi. Il 6 novembre 1817, la principessa Carlotta morì dopo aver dato alla luce un figlio nato morto. Re Giorgio rimase quindi con dodici figli e nessun nipote abile a succedergli al trono Gran parte dei duchi reali non ancora sposati, cercarono dunque di prendere moglie, nella speranza di dare al Regno il nuovo erede al trono
Il duca di Cumberland, a questo punto, data la continua opposizione della madre e le scarse possibilità di emergere in Inghilterra, si ritirò in Germania nel 1818, dove la vita era meno cara. La regina Carlotta morì il 17 novembre 1818, ma i duchi di Cumberland rimasero in Germania, vivendo principalmente a Berlino, dove la duchessa aveva dei parenti. Nel 1817, la duchessa aveva dato alla luce una figlia nata morta; nel 1819 era riuscita invece a dare alla luce un maschio, Giorgio. Il duca si recava ora occasionalmente in Inghilterra, dove risiedeva presso il fratello maggiore, che nel 1820 era succeduto al trono paterno con il nome di Giorgio IV. Il quarto figlio di Giorgio III, Edoardo duca di Kent, morì sei giorni prima di suo padre, ma lasciò una figlia, Vittoria, destinata poi a divenire regina. Con la morte di Giorgio III, Ernesto divenne quarto in linea di successione al trono inglese, dopo il duca di York (che morirà senza figli legittimi nel 1827), il duca di Clarence, e la principessa Vittoria.

#### La politica e l'impopolarità

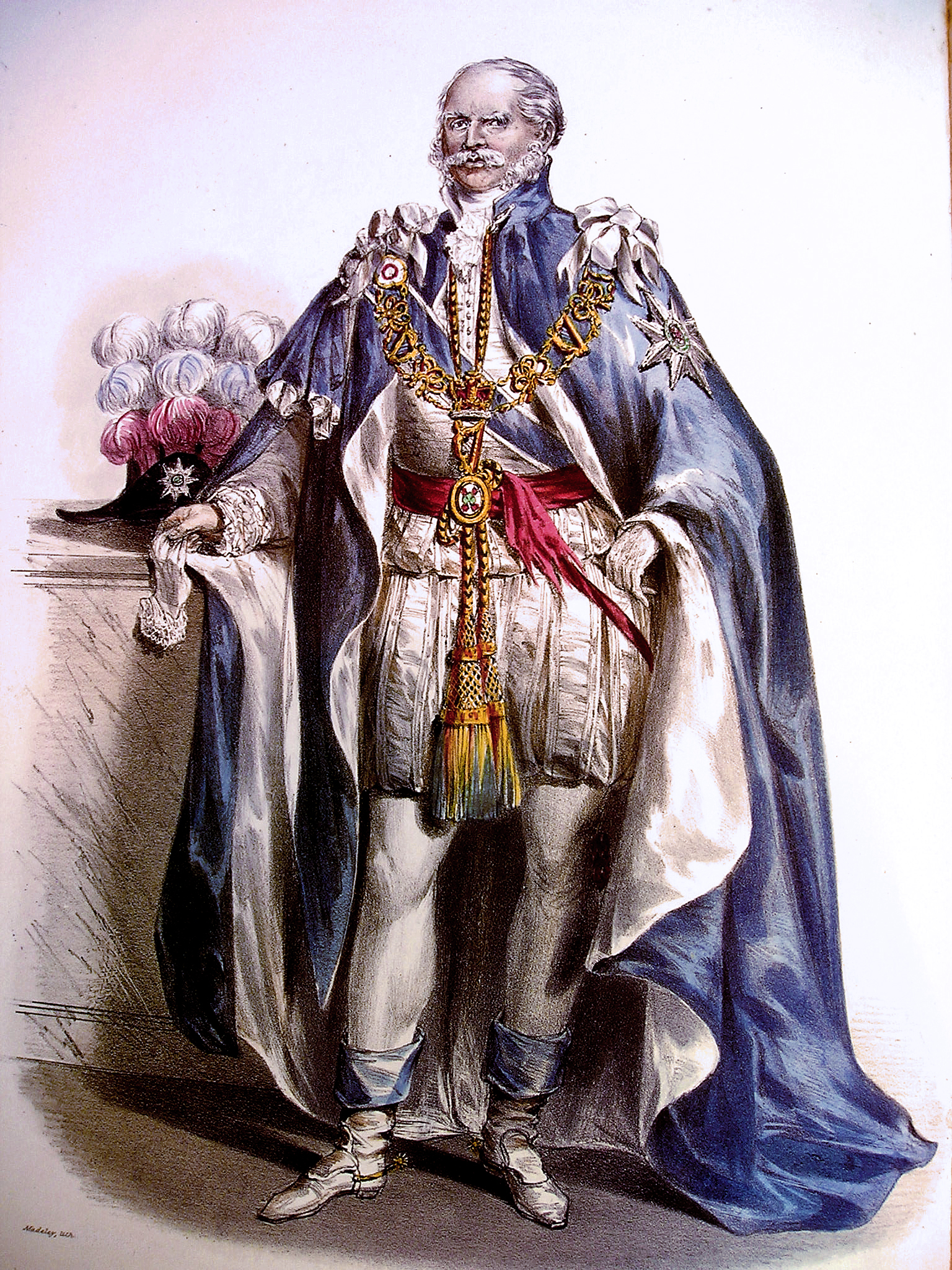
Ernesto Augusto I con l'abito di cavaliere dell'Ordine di San Patrizio

Nel 1826 il parlamento votò per incrementare ulteriormente l'appannaggio annuo di Ernesto perché era lui a doversi occupare dell'educazione del principe Giorgio, proposta che trovò l'opposizione di molti whig. La legge, che alla fine venne approvata dalla Camera dei Comuni con 97 voti su 120, imponeva però che il principe Giorgio vivesse in Inghilterra e qui si formasse culturalmente
Nel 1828 Ernesto risiedeva ormai stabilmente con il re al Castello di Windsor quando scoppiarono delle rivolte in Irlanda tra i cattolici. Il duca, ardente sostenitore della causa protestante in Irlanda, tornò a Berlino nell'agosto di quell'anno, ritenendo che il governo, guidato dal duca di Wellington, avrebbe agito fermamente contro gli irlandesi.. Nel gennaio del 1829, il governo Wellington annunciò invece che avrebbe introdotto una legge per l'emancipazione definitiva dei cattolici, allo scopo di riconciliarsi con gli irlandesi. Nonostante la richiesta di Wellington a rimanere fuori dall'Inghilterra, Ernesto tornò a Londra, e fu uno dei capi che si opposero al Roman Catholic Relief Act 1829, influenzando re Giorgio IV contro l'approvazione della legge. Già alcuni giorni dopo il suo arrivo, il re era già sul piede di guerra e aveva dato ordine ai suoi ufficiali di votare contro la legge. Sentendo questa notizia, Wellington disse al re che egli era disposto a dare le proprie dimissioni da primo ministro anche se continuò a garantirgli il suo pieno supporto. Il re inizialmente accettò le dimissioni del duca di Wellington, ed Ernesto tentò di mettere in piedi un governo unito contro l'emancipazione dei cattolici. Malgrado tutto un governo di questo genere avrebbe avuto un notevole appoggio alla Camera dei Lord ma ben poco a quella dei Comuni, ed Ernesto abbandonò il suo progetto. Il re richiamò dunque Wellington e la proposta di legge venne approvata.
Il governo Wellington sperava che Ernesto avrebbe fatto ritorno in Germania, ma egli spostò anche sua moglie e suo figlio in Gran Bretagna nel 1829. Il giornale The Times riportò che la famiglia dei duchi di Cumberland avrebbe occupato la "Devil's Tower" del castello di Windsor, ma al contrario il duca riaprì la sua casa a Kew. Il duca aveva deciso all'ultimo questo cambiamento perché numerose erano le voci che volevano che un ufficiale d'esercito in servizio a Windsor, Thomas Garth, fosse figlio illegittimo suo e di sua sorella, la principessa Sofia.
Nel luglio del 1829 il duca fu nuovamente sui giornali per la notizia rivelatasi poi falsa dell'esser stato sbattuto fuori di casa da Lord Lyndhurst per aver tentato di abusare della di lui moglie Sarah. Nel febbraio del 1830 Lord Graves scrisse una nota alla moglie esprimendole piena fiducia nella sua innocenza, ma tagliandosi quindi la gola. Due giorni dopo la morte di lord Graves, il Times riportò un articolo che collegava la morte di Lord Graves con l'omicidio-suicidio di Sellis anni prima. Il duca commentò quest'ennesimo articolo ritenendo di essere stato «accusato di qualsiasi peccato contenuto nel decalogo». Il biografo di Ernesto, Anthony Bird, ribadì nella sua opera l'assenza di prove della colpevolezza del duca o di un suo coinvolgimento nel fatto, anche se non vi sono dubbi che i pettegolezzi sul suo conto vennero cavalcati da politici di parte whig. Un altro biografo del duca, Geoffrey Willis, precisò come non vi furono scandali a suo nome negli anni in cui Ernesto era in Germania e fu solo al suo annuncio di voler tornare in Gran Bretagna che contro di lui si era scatenata «una campagna di viziose accuse».

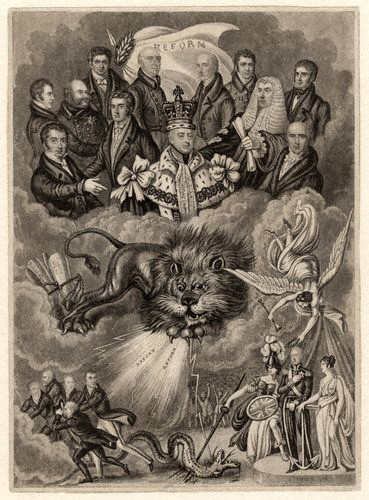
Vignetta satirica in supporto del Reform Act; Re Guglielmo IV siede tra le nuvole, circondato dai politici Whig, tra la Britannia ed il leone inglese che costringono i Tories (Ernesto è il secondo da sinistra) ad abbandonare la patria.

L'influenza a corte del duca terminò con la morte di Giorgio IV nel giugno del 1830 e la successione al trono di suo fratello il duca di Clarence con il nome di Guglielmo IV. Wellington scrisse che «gli effetti della morte del re [...] porranno fine alla carriera politica del duca di Cumberland ed al suo potere in tutto il paese». Re Guglielmo aveva avuto due figlie legittime che però erano morte infanti ed Ernesto era ora l'erede presunto nell'Hannover, dal momento che l'erede presunta al trono inglese, Vittoria, era una femmina e come tale non poteva essere riconosciuta come sovrana nello stato tedesco ove vigeva ancora la legge salica. Guglielmo comprese ben presto che se il duca avesse continuato a mantenere una propria base di potere a Windsor, avrebbe continuato a soffrirne l'influenza. Ernesto venne quindi nominato Gold Stick come capo della Household Cavalry; Guglielmo schernì il duca più volte, costringendolo addirittura a spostare i suoi cavalli quando la regina Adelaide di Sassonia-Meiningen decise di utilizzare le scuderie del duca di Cumberland per accogliervi i propri. Ernesto e Guglielmo, ad ogni modo, ebbero sempre rapporti amichevoli La casa di Ernesto a Kew era divenuta troppo piccola ormai per la famiglia e il re diede al duca ed alla duchessa una nuova residenza presso Kew Gardens Ernesto si oppose nel frattempo al Reform Act 1832, e fu uno dei pari che votarono contro anche quando ormai molti lord erano dalla parte dei Whig.
Ernesto fu soggetto a nuove illazioni nel 1832 quando una giovane donna lo accusò di averla aggredita mentre si trovava a passeggiare presso Hammersmith, ma riuscì facilmente a scagionarsi da questa accusa. Ad ogni modo, i giornali continuarono a pubblicare articoli con riferimenti all'incidente, suggerendo la cattiva condotta di Ernesto. In quello stesso anno, un libello anonimo lo accusava ancora di aver costretto il suo servitore Neale a uccidere il valletto Sellis anni prima. Sempre nel 1832 un'altra tragedia colpì il duca di Cumberland, dal momento che il giovane principe Giorgio divenne cieco. Il principe già era divenuto cieco di un occhio dalla nascita, ma all'età di tredici anni a causa di un incidente aveva perso anche la vista dall'altro. Ernesto aveva sperato che suo figlio potesse sposare la principessa Vittoria, mantenendo così uniti i troni di Hannover e Regno Unito, ma ciò non avvenne proprio a causa di questo handicap.
Il duca trascorse il resto del regno di Guglielmo IV nella Camera dei Lords, di cui era un assiduo frequentatore. L'editore James Grant scrisse sul suo giornale: «Egli è letteralmente - portiere a parte ovviamente - il primo uomo ad entrare ogni giorno nella Camera, e l'ultimo ad uscirne. E questo non è detto per generalizzare, ma vi passa anche diverse notti.» Grant riporta inoltre come il duca non fosse conosciuto per le sue capacità oratorie (i suoi discorsi non duravano mai più di cinque minuti) e la sua voce era difficile da comprendere, anche se «i suoi modi erano spesso mesti e conciliatori».
Controversie sorsero nel 1836 circa la Orange Lodge: queste logge massoniche con visioni spiccatamente anticattoliche si dicevano pronte a rivoltarsi per porre sul trono il duca di Cumberland dopo la morte di Guglielmo IV. La Camera dei Comuni votò una risoluzione per lo scioglimento delle logge di questo tipo e lo stesso duca rispose alle accuse dicendo «Io verserei l'ultima goccia del mio sangue per mia nipote». Questo incidente diplomatico con una loggia presieduta dal duca stesso, fece sì che alcuni ritenessero che fosse nelle intenzioni del duca uccidere la principessa Vittoria e ottenere così il trono per sé

### Re di Hannover (1837–1851)

#### Gli affari domestici

##### La controversia costituzionale
Il 20 giugno 1837 re Guglielmo IV morì e la principessa Vittoria salì al trono del Regno Unito. Ernesto divenne re di Hannover come previsto dalla legge. Il 28 giugno 1837, re Ernesto fece ingresso solenne nei suoi domini, passando sotto un arco trionfale appositamente allestito. Per la prima volta dopo più di un secolo, l'Hannover disponeva di un proprio sovrano residente in loco. Molti hannoveriani erano di idee liberali e avrebbero preferito indubbiamente un viceré popolare come il duca di Cambridge, ma entrambi i fratelli minori di Ernesto si erano rifiutati di portare la corona dello stato tedesco. Secondo Roger Fulford nel suo studio sui figli di Giorgio III «nel 1837, re Ernesto era l'unico discendente maschio di Giorgio III in grado di continuare il legame tra Gran Bretagna e l'Hannover».

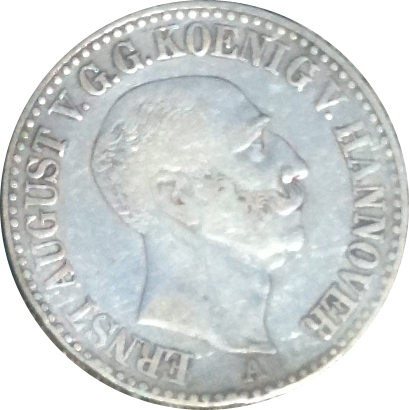
Tallero del 1846 con l'effige di re Ernesto Augusto I

L'Hannover aveva ricevuto la sua prima costituzione, garantitagli dal principe reggente, nel 1819: questo documento fu qualcosa di più che cambiare semplicemente denominazione allo stato che passava da elettorato a regno sulla base di quanto sancito dal Congresso di Vienna. Il duca di Cambridge, viceré per conto di re Guglielmo IV nell'Hannover, aveva proposto una totale riorganizzazione del governo. Lo stesso sovrano inglese aveva dato il proprio assenso a una nuova costituzione per l'Hannover nel 1833, ma non venne mai sentito il parere del duca di Cumberland a tal proposito
Poco dopo il suo arrivo Ernesto decise di sciogliere il parlamento che era stato convocato appositamente per discutere sul ruolo da dare alla costituzione del 1833. Il 5 luglio egli proclamò la sospensione della costituzione, adducendo il fatto che all'approvazione del documento egli non era stato interpellato e necessitava di tempo per decidere se approvarla o meno. Il 1º novembre 1837, il re emanò una lettera patente con la quale accettava formalmente la costituzione, ma si riservava di rivedere tutte le leggi approvate sulla base di essa. Alla fine venne restaurata la versione costituzionale del 1819.
Nel portare avanti quanto espresso nelle patenti regie, il gabinetto di governo del sovrano dell'Hannover dovette disporre di tutte le personalità di massima competenza in materia, tra cui diversi professori dell'Università di Gottinga che furono tenuti, di conseguenza, a prestare giuramento al nuovo re. Sette professori (tra cui i due fratelli Grimm) si rifiutarono di portare omaggio al nuovo sovrano e sobillarono gli altri a protestare contro il decreto del re. I sette in breve tempo persero le loro posizioni ed il re ne espulse tre dall'Hannover perché considerati i più responsabili (tra questi vi era anche Jacob Grimm). Negli ultimi anni del suo regno, Ernesto Augusto invitò i tre esuli a fare ritorno in patria
Il re scrisse dell'accaduto a suo cognato, Federico Guglielmo III di Prussia, usando queste parole: «Se ciascuno di questi sette gentiluomini avesse inviato a me una lettera ove si esponeva la loro opinione, non avrei mai dubitato della loro condotta. Ma chiamare la gente in pubblica adunata e pubblicare le loro opinioni ancor prima che il governo avesse ricevuto notizia delle loro idee contrarie, questo non posso permetterlo» Ernesto ricevette poco dopo una deputazione di cittadini di Gottinga i quali si complimentarono con lui per il pugno duro dimostrato. Ad ogni modo, questo atto venne fortemente criticato in Europa, e specialmente nel Regno Unito. Nella Camera dei Comuni, il deputato colonnello Thomas Perronet Thompson propose al parlamento che, nel caso in cui la regina Vittoria fosse morta senza eredi ed Ernesto fosse stato proclamato re d'Inghilterra, il parlamento lo avrebbe dichiarato immediatamente decaduto dal trono britannico per via delle sue azioni.
Una protesta ancor più significativa per l'abrogazione della costituzione concessa nel 1833 fu il numero di cittadini di diverse città per nominare propri rappresentanti al governo. Ad ogni modo, dal 1840, il re era riuscito a radunare in tutto un sufficiente numero di deputati tale da formare un parlamento, che si riunì per due settimane nell'agosto di quell'anno, approvando una versione modificata della costituzione del 1819, concedendo nel contempo un appannaggio al re e inviando una nota di ringraziamento per l'opera svolta al sovrano.

##### Sviluppo nazionale e commercio; la crisi del 1848
Nell'epoca in cui il re salì al trono, la città di Hannover era una cittadina densamente abitata ma non si era sviluppata adeguatamente come molte altre capitali tedesche. Dopo i primi anni di crisi nel suo regno, Ernesto cercò di riprendere salde le redini della gestione dello stato, importando innovazioni come l'illuminazione a gas nelle strade della città di Hannover, rinforzando la sanità nazionale e dando impulso per sviluppare nuovi quartieri residenziali. In quegli anni egli stesso visse all'Altes Palais. L'interesse di Ernesto per lo sviluppo di un sistema ferroviario portò l'Hannover a divenire uno dei principali snodi ferroviari dell'area tedesca, fatto di cui la nazione beneficiò moltissimo.. Ad ogni modo, quando l'architetto di corte Georg Ludwig Friedrich Laves nel 1837 propose la costruzione di un nuovo teatro dell'opera ad Hannover, il re inizialmente rifiutò, definendo la proposta «quest'assurda idea di costruire un teatro di corte nel mezzo di questo prato verde». Il re infine diede il proprio consenso al progetto nel 1844, e sorse così la Staatsoper Hannover che venne aperta ufficialmente nel 1852, l'anno prima della morte del re.

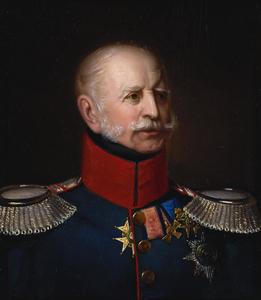
Ritratto di Ernesto Augusto nel 1850 circa

Ogni settimana il re era solito viaggiare con il suo segretario in una parte differente del suo regno, e chiunque poteva rivolgergli una petizione. Ernesto aprì le alte posizioni ministeriali a qualsiasi classe sociale. Sebbene il re, ancora duca di Cumberland, avesse combattuto contro l'emancipazione dei cattolici irlandesi, si dimostrò molto più accondiscendente verso i cattolici tedeschi ai quali permise di far parte del governo dell'Hannover e persino visitò alcune delle loro chiese. Ernesto giustificò questo suo atteggiamento ritenendo che non vi fossero ragioni storiche per privare i cattolici di diritti nell'Hannover, mentre ve ne erano nel Regno Unito. Egli continuò ad opporsi invece all'ammissione degli ebrei al parlamento inglese, ma diede agli ebrei dell'Hannover i medesimi diritti degli altri cittadini.
Il re diede il proprio personale supporto per costituire un'unione postale e all'uso di una moneta comune tra gli stati tedeschi, ma si oppose all'unione doganale proposta dalla Prussia e poi realizzata nello Zollverein, temendo che questo avrebbe potuto portare a una predominanza prussiana e alla fine dell'indipendenza dell'Hannover. Il re, al contrario, supportò lo Steuerverein, che l'Hannover e altri stati tedeschi orientali avevano formato nel 1834. Quando i trattati dello Steuerverein vennero rinnovati nel 1841, il Ducato di Brunswick uscì dall'organizzazione per aderire allo Zollverein, indebolendo notevolmente la posizione dell'Hannover, in particolare per il fatto che il Brunswick aveva delle enclave nell'Hannover. Ernesto fu in grado di posticipare almeno per un certo periodo l'entrata di queste enclave nello Zollverein, e quando iniziò la guerra commerciale, fu in grado di tenere testa al Brunswick. Nel 1845, Brunswick, Hannover e Prussia siglarono un nuovo trattato commerciale. Nel 1850, Ernesto anche se riluttante permise all'Hannover di aderire allo Zollverein.
L'Hannover venne lievemente colpito dalle rivoluzioni del 1848; piccole manifestazioni vennero in breve tempo riportate all'ordine dalla cavalleria, senza spargimenti di sangue. Quando gli agitatori giunsero a Berlino sulla fine del maggio del 1848 e vi furono dimostrazioni fuori dal palazzo del re Ernesto, questi inviò a trattare il primo ministro, il quale minacciò che se le proteste fossero continuate, il sovrano avrebbe lasciato il paese con il principe ereditario, lasciando così lo stato in balìa dell'espansionismo prussiano. Ad ogni modo poco dopo il re concesse una nuova costituzione, maggiormente liberale rispetto al documento del 1819.

### Relazioni con il Regno Unito

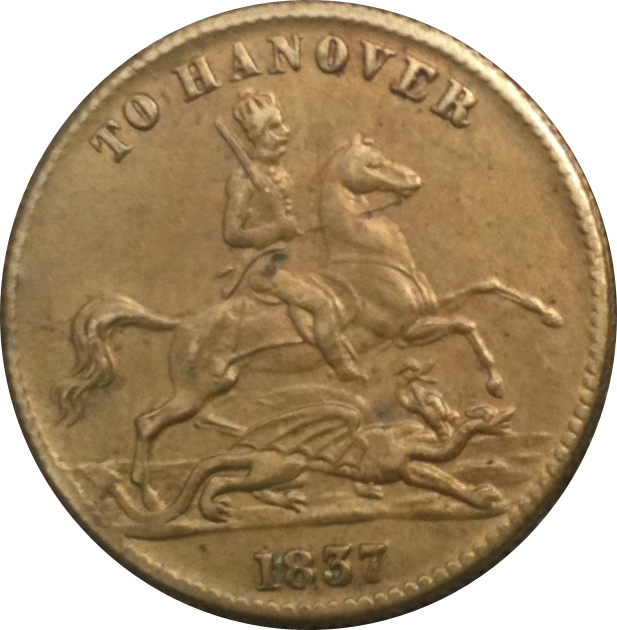
Un gettone da gioco del 1837 che simbolicamente riporta la scritta "To Hanover" (verso l'Hannover), detto anche "Cumberland Jack", il quale sottolinea la partenza di Ernesto dalla Gran Bretagna alla volta dei domini tedeschi.

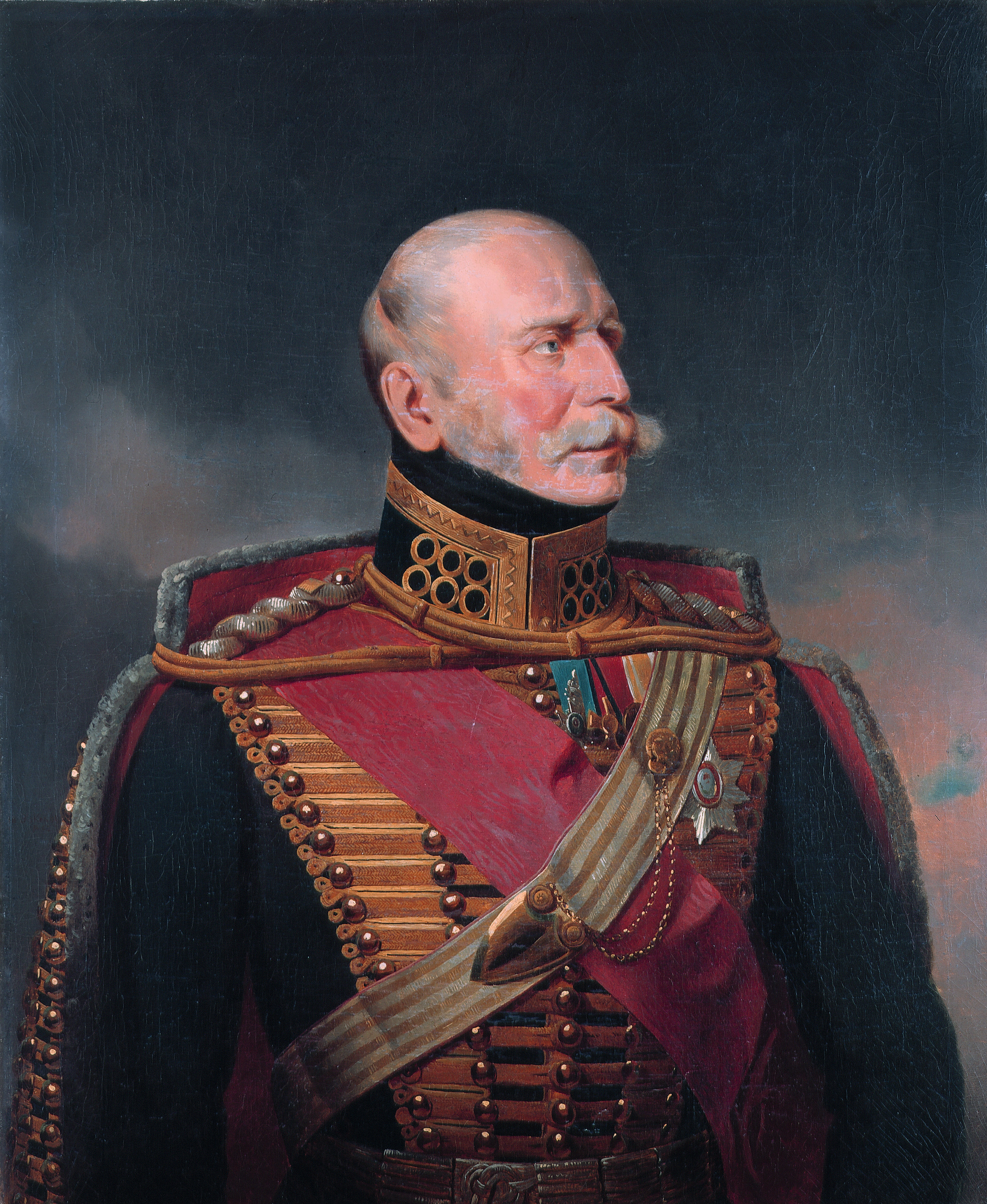
Ernesto Augusto I di Hannover con la fascia dell'Ordine di San Giorgio

Si suppone che Ernesto Augusto abbia chiesto il consiglio del duca di Wellington sul comportamento da tenere dopo l'ascesa della regina Vittoria nel Regno Unito, anche se ormai era noto che Ernesto avesse ben poche ingerenze nella politica inglese e che sarebbe stato meglio per lui ritirarsi in Germania a gestire il suo stato. I suoi rapporti con la società londinese ad ogni modo rimasero tesi, soprattutto dopo il fatto che, a seguito della morte del re Guglielmo IV, Ernesto aveva sentito dre che Lord Lyndhurst, Lord Cottenham, Lord Cancelliere, avrebbero detto che egli si sarebbe rifiutato di firmare un'alleanza con la nuova regina inglese, dal momento che era ormai considerato a tutti gli effetti un sovrano straniero. Il re si presentò subito alla Camera dei Lords, prima di partire alla volta dell'Hannover e sottoscrisse un giuramento per sfatare ogni dubbio. Ernesto rimase erede presunto di sua nipote Vittoria sino alla nascita della prima figlia della regina Vittoria, anch'ella chiamata Vittoria, nel novembre del 1840. Il Lord Privy Seal, Lord Clarendon, scrisse a tal proposito: "Ciò di cui il paese ha bisogno è di avere una nuova vita, sia essa con un maschio o una femmina, ma non con il re di Hannover".
Già poco tempo dopo il suo arrivo nell'Hannover, ad ogni modo, il re rimase coinvolto in una disputa con sua nipote. Vittoria, che aveva una pessima relazione con sua madre, la duchessa di Kent, desiderava ad ogni modo dare l'apparenza al pubblico di essersi con lei riappacificata e pertanto voleva darle una giusta residenza nei pressi del palazzo reale, ma sufficientemente distaccata da non doverle rendere conto dei propri affari. La regina alla fine si risolse a chiedere ad Ernesto di abbandonare i suoi appartamenti al St. James's Palace in favore della duchessa. Il re, desideroso di mantenere una delle sue migliori residenze a Londra per i suoi frequenti viaggi in Inghilterra e riluttante ancor più a concedere dei favori a una donna che frequentemente aveva lottato contro suo fratello il re Guglielmo, rifiutò; Vittoria dovette allora affittare controvoglia una casa per sua madre. A quel tempo la giovane regina stava cercando di saldare i debiti di suo padre e sentiva questa spesa come non necessaria. Il suo malumore nei confronti del re dell'Hannover aumentò ulteriormente quando quest'ultimo si rifiutò, spingendo gli altri due suoi fratelli a fare come lui, nel dare precedenza a corte al fidanzato della regina, il principe Alberto di Sassonia-Coburgo-Gotha. Ernesto riteneva infatti che la posizione delle varie famiglie reali d'Europa fosse stato sufficientemente stabilito dal Congresso di Vienna e che il re dell'Hannover non avrebbe mai ceduto il passo a quello che era descritto come un'Altezza Reale sulla carta". L'atto con cui Alberto venne naturalizzato inglese lasciò la questione della precedenza irrisolta.
Il problema si pose in maniera notevole quando, nel 1843, Ernesto fece la sua unica visita in Inghilterra come re di Hannover. L'accoglienza che gli fu riservata fu fredda ovunque, anche a palazzo. Al matrimonio della principessa Augusta di Cambridge, egli tentò nuovamente di insistere sulla sua precedenza rispetto a quella del principe Alberto.
Ernesto ebbe da questionare con la nipote Vittoria anche relativamente ai gioielli della corona, dal momento che la monarca inglese riteneva che essi dovessero giustamente appartenere alla corona reale inglese, mentre il re dell'Hannover riteneva che gran parte di essi dovessero passare all'erede maschio, cioè a lui. Vittoria riuscì ovviamente ad avere la meglio nella contesa e prese modo di vendicarsi verso lo zio indossando il più possibile i gioielli della corona, costringendo il re a scrivere all'amico Lord Strangford "La piccola regina, ho saputo, sta molto bene con indosso i miei diamanti." Il figlio ed erede del re, il principe Giorgio, riproporrà poi da sovrano queste pretese nel 1858.
Il re ad ogni modo accolse sempre favorevolmente i visitatori britannici nell'Hannover, e quando una dama inglese gli confidò di essersi persa nella capitale di Hannover, il re disse argutamente che ciò era impossibile, dal momento che "l'intera nazione non è più larga di un pezzo da quattro penny".

### Gli ultimi anni, la morte e la memoria

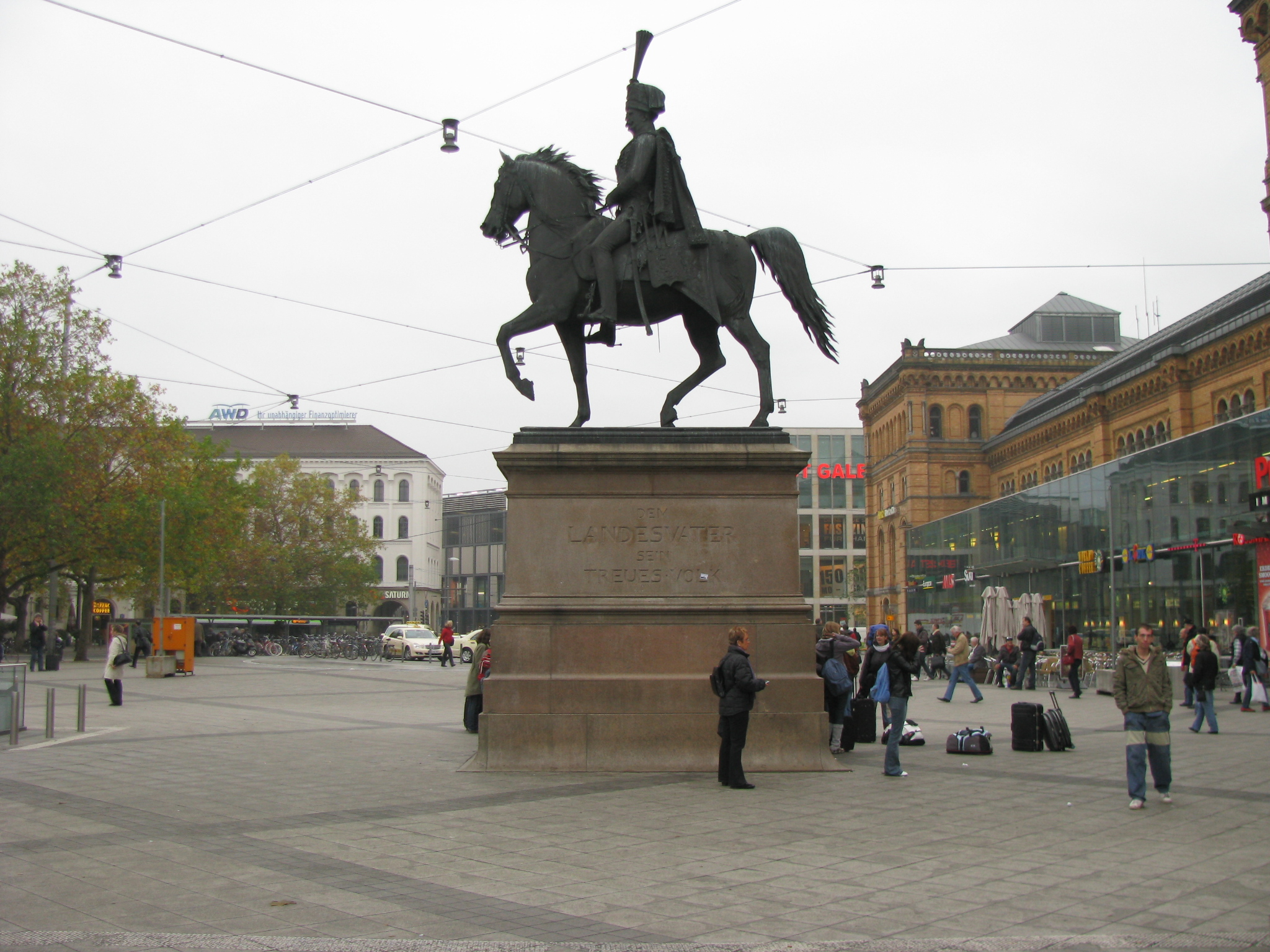
Statua di Ernesto Augusto I di fronte all'Hannover Hauptbahnhof.

Nel 1851, il re si concesse altri viaggi in Germania. Egli accettò l'invito della regina consorte prussiana a visitare il Castello di Charlottenburg, presso Berlino. Egli si recò in visita dapprima a Meclemburgo per prendere parte al battesimo del nipote del granduca sovrano, e poi a Lüneburg per compiere un'ispezione nel suo vecchio reggimento. Nel giugno di quell'anno, Ernest celebrò il suo ottantesimo compleanno come ospite presso Federico Guglielmo IV di Prussia. Sul finire dell'estate, si recò in visita a Gottingen, dove inaugurò un nuovo ospedale.

Il re continuò ad ogni modo ad interessarsi agli affari inglesi, scrivendo così a lord Strangford circa la Grande Esibizione del 1851:

La follia e l'assurdità della regina mia nipote nel permettere a questa marmaglia di colpire ogni mente sensibile mi lascia attonito e anche i ministri che non insistano che ella si rechi a Osborne durante il periodo dell'Esibizione, come qualunque altro essere umano farebbe per evitare quell'occasione. L'idea [...] avrebbe scioccato ogni onesto gentiluomo inglese.
Il re morì il 18 novembre 1851 dopo una malattia di circa un mese. La sua morte venne onorata con rispetto e commozione nell'Hannover, ma con meno forza la notizia giunse in Inghilterra dove il Times evitò la classica listatura a nero della prima pagina, ritenendo che "ben poco si possa dire di positivo circa il Real defunto". Il sovrano raggiunse così la tomba della moglie Federica che era morta nel 1841 nel loro mausoleo presso i giardini del castello di Herrenhausen.
In memoria di Ernesto Augusto venne eretta una grande statua equestre nella piazza che da lui ancora oggi prende il nome di fronte alla Stazione Centrale di Hannover, riportante l'iscrizione in tedesco "Al padre della nazione dal suo fedele popolo". Il luogo è divenuto nel tempo un luogo di ritrovo popolare a tal punto che si è diffuso in città il detto unterm Schwanz ovvero "sotto la coda" (ad indicare il luogo di ritrovo, sotto la punta della coda del cavallo della statua del sovrano, appunto).

## Matrimonio e figli
Ernesto Augusto sposò il 29 agosto 1815 sua cugina Federica di Meclemburgo-Strelitz, figlia di Carlo II di Meclemburgo-Strelitz. Federica era vedova ed al terzo matrimonio. Da questa unione nacquero tre figli di cui solo uno raggiunse l'età adulta:
- Una figlia (nata e morta il 27 gennaio 1817)
- Un figlio (nato e morto nell'aprile del 1818)
- Giorgio (1819-1878), erede paterno, sposò la principessa Maria di Sassonia-Altenburg.

## Ascendenza
|                                                 |                                            |                                               | Genitori                                  |  |  | Nonni |  |  | Bisnonni                    |  |  | Trisnonni                  |  |
|                                                 |                                            |                                               |                                           |  |  |       |  |  | Giorgio II di Gran Bretagna |  |  | Giorgio I di Gran Bretagna |  |
|                                                 |                                            |                                               |                                           |  |  |       |  |  | Giorgio II di Gran Bretagna |  |  | Giorgio I di Gran Bretagna |  |
|                                                 |                                            | Sofia Dorotea di Celle                        |                                           |  |  |       |  |  | Giorgio II di Gran Bretagna |  |  |                            |  |
| Federico di Hannover                            |                                            |                                               |                                           |  |  |       |  |  | Giorgio II di Gran Bretagna |  |  |                            |  |
|                                                 |                                            | Carolina di Brandeburgo-Ansbach               | Giovanni Federico di Brandeburgo-Ansbach  |  |  |       |  |  |                             |  |  |                            |  |
|                                                 |                                            | Carolina di Brandeburgo-Ansbach               | Giovanni Federico di Brandeburgo-Ansbach  |  |  |       |  |  |                             |  |  |                            |  |
|                                                 |                                            | Carolina di Brandeburgo-Ansbach               | Eleonora Erdmuthe di Sassonia-Eisenach    |  |  |       |  |  |                             |  |  |                            |  |
| Giorgio III del Regno Unito                     |                                            | Carolina di Brandeburgo-Ansbach               |                                           |  |  |       |  |  |                             |  |  |                            |  |
|                                                 |                                            | Federico II di Sassonia-Gotha-Altenburg       | Federico I di Sassonia-Gotha-Altenburg    |  |  |       |  |  |                             |  |  |                            |  |
|                                                 |                                            | Federico II di Sassonia-Gotha-Altenburg       | Federico I di Sassonia-Gotha-Altenburg    |  |  |       |  |  |                             |  |  |                            |  |
|                                                 |                                            | Federico II di Sassonia-Gotha-Altenburg       | Maddalena Sibilla di Sassonia-Weissenfels |  |  |       |  |  |                             |  |  |                            |  |
| Augusta di Sassonia-Gotha-Altenburg             |                                            | Federico II di Sassonia-Gotha-Altenburg       |                                           |  |  |       |  |  |                             |  |  |                            |  |
|                                                 |                                            | Maddalena Augusta di Anhalt-Zerbst            | Carlo Guglielmo di Anhalt-Zerbst          |  |  |       |  |  |                             |  |  |                            |  |
|                                                 |                                            | Maddalena Augusta di Anhalt-Zerbst            | Carlo Guglielmo di Anhalt-Zerbst          |  |  |       |  |  |                             |  |  |                            |  |
|                                                 |                                            | Maddalena Augusta di Anhalt-Zerbst            | Sofia di Sassonia-Weissenfels             |  |  |       |  |  |                             |  |  |                            |  |
| Ernesto Augusto di Hannover                     |                                            | Maddalena Augusta di Anhalt-Zerbst            |                                           |  |  |       |  |  |                             |  |  |                            |  |
|                                                 | Adolfo Federico II di Meclemburgo-Strelitz | Adolfo Federico I di Meclemburgo-Schwerin     |                                           |  |  |       |  |  |                             |  |  |                            |  |
|                                                 | Adolfo Federico II di Meclemburgo-Strelitz | Adolfo Federico I di Meclemburgo-Schwerin     |                                           |  |  |       |  |  |                             |  |  |                            |  |
|                                                 | Adolfo Federico II di Meclemburgo-Strelitz | Maria Caterina di Brunswick-Wolfenbüttel      |                                           |  |  |       |  |  |                             |  |  |                            |  |
| Carlo Ludovico Federico di Meclemburgo-Strelitz | Adolfo Federico II di Meclemburgo-Strelitz |                                               |                                           |  |  |       |  |  |                             |  |  |                            |  |
|                                                 |                                            | Cristiana Emilia di Schwarzburg-Sondershausen | Cristiano di Schwarzburg-Sondershausen    |  |  |       |  |  |                             |  |  |                            |  |
|                                                 |                                            | Cristiana Emilia di Schwarzburg-Sondershausen | Cristiano di Schwarzburg-Sondershausen    |  |  |       |  |  |                             |  |  |                            |  |
|                                                 |                                            | Cristiana Emilia di Schwarzburg-Sondershausen | Antonia Sibilla di Barby-Muhlingen        |  |  |       |  |  |                             |  |  |                            |  |
| Carlotta di Meclemburgo-Strelitz                |                                            | Cristiana Emilia di Schwarzburg-Sondershausen |                                           |  |  |       |  |  |                             |  |  |                            |  |
|                                                 |                                            | Ernesto Federico I di Sassonia-Hildburghausen | Ernesto di Sassonia-Hildburghausen        |  |  |       |  |  |                             |  |  |                            |  |
|                                                 |                                            | Ernesto Federico I di Sassonia-Hildburghausen | Ernesto di Sassonia-Hildburghausen        |  |  |       |  |  |                             |  |  |                            |  |
|                                                 |                                            | Ernesto Federico I di Sassonia-Hildburghausen | Sofia Enrichetta di Waldeck               |  |  |       |  |  |                             |  |  |                            |  |
| Elisabetta Albertina di Sassonia-Hildburghausen |                                            | Ernesto Federico I di Sassonia-Hildburghausen |                                           |  |  |       |  |  |                             |  |  |                            |  |
|                                                 |                                            | Sofia Albertina di Erbach-Erbach              | Giorgio I di Erbach-Erbach                |  |  |       |  |  |                             |  |  |                            |  |
|                                                 |                                            | Sofia Albertina di Erbach-Erbach              | Giorgio I di Erbach-Erbach                |  |  |       |  |  |                             |  |  |                            |  |
|                                                 |                                            | Sofia Albertina di Erbach-Erbach              | Amalia Caterina di Waldeck-Eisenberg      |  |  |       |  |  |                             |  |  |                            |  |
|                                                 |                                            | Sofia Albertina di Erbach-Erbach              |                                           |  |  |       |  |  |                             |  |  |                            |  |